# Neda Bahi
Neda Bahi (tiếng Ả Rập: ندى الباهي) (sinh ngày 1 tháng 1 năm 1992) là một vận động viên Paralympic từ Tunisia thi đấu chủ yếu trong các sự kiện chạy nước rút T37.

## Thành tích
Cô dự thi Paralympic mùa hè 2012 tại London, Vương quốc Anh. Ở đó, cô đã giành được huy chương vàng trong sự kiện 400 mét nữ - T37.
Năm 2013 Giải vô địch thế giới điền kinh IPC tại Lyon, Neda Bahi đã giành huy chương bạc trong sự kiện 400 mét - T37 nữ.